# 9602 Oya
A 9602 Oya (ideiglenes jelöléssel 1991 UU3) a Naprendszer kisbolygóövében található aszteroida. Fudzsii Tecuja és Vatanabe Kazuró fedezte fel 1991. október 31-én.